# 小行星22157
小行星22157（22157 Bryanhoran）是一颗绕太阳运转的小行星，为主小行星带小行星。该小行星于2000年11月21日发现。

## 轨道参数
小行星22157的轨道半长轴为3.1253255 UA，离心率为0.117。